# Andrés Rodríguez Serrano
Andrés Rodríguez Serrano, plus connu comme Rodri II afin de ne pas être confondu avec Rodri, né le 18 août 1941 à Barcelone, est un footballeur espagnol qui jouait au poste de gardien de but dans les années 1960.

## Biographie
Rodri II rejoint les juniors du FC Barcelone en 1958, alors qu'il est âgé de 17 ans.
En 1959, il est prêté au CE Sabadell. En 1960, il revient au Barça et débute en équipe première le 23 octobre 1960 face au club d'Elche CF lors de la 7e journée du championnat d'Espagne (défaite 2 à 1). Le titulaire dans les buts est le légendaire Antoni Ramallets. Rodri II joue son dernier match officiel avec le Barça le 30 avril 1961 face au Real Oviedo lors de la 30e journée du championnat espagnol. Avec le Barça, il joue un total de 11 matches, dont 5 officiels.
En 1961, il est prêté au Racing de Santander. Il joue ensuite au Levante UD de 1962 à 1964.
Il rejoint le Real Saragosse de 1965 à 1968. Il joue la saison 1968-1969 avec le Real Valladolid.
Il rejoint ensuite Xerez CD de 1969 à 1971. Il joue une dernière saison avec Barbastro (1971-1972).
Le bilan de Rodri II dans les championnats espagnols (première et deuxième division), s'élève à 93 matchs joués, pour 135 buts encaissés.